# Narcisseae
Narcisseae, biljni tribus iz porodice zvanikovki, dio je potporodice Amaryllidoideae. Sastoji se od dva roda geofitskih trajnica, to su sunovrat (Narcissus) i lužarka (Sternbergia) s ukupno sedamdesetak vrsta u Europi, Aziji i sjevernoj Africi. U Hrvatskoj su zastupljena oba roda, i to nekoliko vrsta sunovrata i dvije vrste lužarke (žuta i dugocvjetna lužarka).
Tribus je opisan 1806. godine.

## Rodovi
1. Narcissus L.
2. Sternbergia Waldst. et Kit.